# Teologia

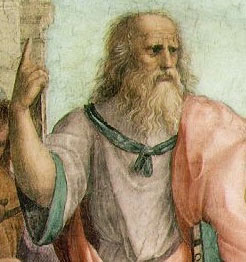
Plató

La teologia (del grec θεος, theos, "Déu", + λογος, logos, "estudi") és la disciplina que s'ocupa de l'estudi de Déu i, per extensió, també s'aplica a l'estudi dels temes relacionats amb la religió. El terme va sorgir per primer cop als escrits de Plató.

## Història
A la filosofia antiga ocupa un lloc important dins les doctrines filosòfiques: Plató, que no utilitza el terme de manera sistemàtica, realitza una contraposició entre la seva interpretació del fenomen diví i la tradició anterior, principalment Homer i Hesíode, tot i que com afirma en el Fedó no pot ser estudiat de forma sistemàtica.
Aristòtil és el primer a incloure-la dins de les disciplines d'estudi, com veiem a aquests dos fragments de la seva Metafísica:
"Així, doncs, el gènere de les especulatives és el major, i d'aquestes mateixes, l'última esmentada (la teologia). Versa, en efecte sobre el més excels dels ents, i cada una rep el qualificatiu de millor o pitjor segons l'objecte que li és propi." Aristòtil, Metafísica, Llibre XI, 8.
"per consegüent, hi haurà tres filosofies especulatives: la matemàtica, la física i la teologia, perquè a ningú se li oculta que, si en algun lloc està el que és diví, està en tal naturalesa, i cal que la més valuosa s'ocupe del gènere més valuós. Així, doncs, les explicatives són més nobles que les altres ciències, i aquesta (la teologia), més que les especulatives" Aristòtil, Metafísica, Llibre VI, 1.
Amb l'aparició del cristianisme, aquest terme d'origen filosòfic és assumit dins la nova religió, on obtindrà un caràcter especial. En un primer moment els apologistes cristians rebutjaran la filosofia, ja que una interpretació filosòfica del cristianisme portà a les sectes gnòstiques, i l'ortodòxia ho rebutjà. Tot i que existeixen precedents, és Agustí d'Hipona (354 - 430) qui concilia una relació entre filosofia i teologia, sense rebutjar el saber antic, però posant-li el límit de les Sagrades Escriptures.
Cal destacar les aportacions a la reflexió racional sobre Déu d'Anselm de Canterbury, als intents de donar una prova a priori de l'existència de Déu al Proslogion.
La delimitació clara apareixerà al segle xi; abans d'aquest període l'estudi de teologia se circumscrivia al glossament de les Sagrades Escriptures, alguns d'aquests se separaren dels textos i constituïren els Llibres de Sentències que contrastaven els comentaris de distints autors, el més important era el de Pere Llombard. Amb l'aparició de les traduccions d'Aristòtil, principalment de la mà de Guillem de Moerbeke, s'introdueixen dins dels àmbits acadèmics l'aristotelisme i l'averroisme.
Contra les desviacions esmentades Sant Tomàs d'Aquino establirà una delimitació clara filosofia-teologia: la primera sols tindrà un caràcter auxiliar per ajudar a la comprensió de la segona, philosophia ancilla theologicae, també diferenciarà entre teologia natural i teologia cristiana, la primera és de la que hem parlat en Aristòtil i la segona, a més de ser teòricament superior, com ja passava a l'aristotèlica, és, a més, superior entre les disciplines pràctiques, ja que versa sobre la salvació, essent l'objectiu últim de l'existència humana, "considerada des del punt de vista pràctic, és la felicitat eterna cap a la qual tendeixen les altres ciències pràctiques, com cap al fi últim" Tomàs d'Aquino S. Th. I, q. 1 a. 5 co.
Als posteriors estadis la teologia tindrà un paper secundari fora de l'àmbit acadèmic, on mantindrà la seva primacia quasi intacta fins al segle xviii. Però ja no serà considerada com a ciència de conjunt: serà dividida en teologia natural o racional i teologia dogmàtica.

## Algunes adjectivacions de la teologia
- Teologia sistemàtica: Integra les diferents afirmacions de la fe amb la seva comprensió.
- Teologia fonamental: Comprensió de la Teologia com explicació de l'esdeveniment Déu, a partir de les experiències humanes, on es troba el fonament de la fe.
- Teologia dogmàtica: Estudia l'auto manifestació de Déu en Crist per l'Esperit Sant tal com s'expressa en la predicació de la l'Església, amb un caràcter vinculant per la vida cristiana.
- Teologia pastoral o teologia pràctica: Reflexió sistemàtica amb sensibilitat per orientar teològicament els diferents aspectes de la vida cristiana, a partir d'una metodologia inductiva.
- Teologia moral: teologia que tracte d'establir les regles de conducta humana segons l'Evangeli.
- Teologia espiritual o ascètica o mística: construcció teològica orientada a fomentar la vida espiritual dels fidels.
- Teologia transcendental: Planteja la pregunta emmarcada per les condicions de possibilitat d'un subjecte vers un objecte de Revelació i de fe.
- Teologia natural: Especulació de déu sense l'ajuda de la Revelació
- Teologia bíblica: Estudi crític de la Sagrada Escriptura com a text fonamental de la Revelació judeocristiana.
- Teologia històrica:Exàmens crític de les interpretacions de la Revelació al llarg de la història del cristianisme.
- Teologia patrística: Estudi de la presentació del missatge cristià per part dels pares de l'Església.
- Teologia monàstica: Elaboració dels elements ascètics i contemplatius de la tradició teològica dels pares de l'Església.
- Teologia escolàstica: Reflexió de la fe des de les raons adoptades de la filosofia aristotèlica.
- Teologia controversista: Teologia que sorgirà a partir de la reforma protestant.
- Teologia positiva: Extracció de la fe a partir de l'estudi de l'escriptura, dels pares, de la litúrgia, etc.
- Teologia especulativa: Procura mitjançant la raó il·luminada per la fe, situar les veritats cristianes vers els coneixements filosòfics.
- Teologia de la Creu: Expressió que utilitzarà Luter per expressar el que per a ell és la veritable teologia. Negació de buscar el coneixement de déu a partir de la creació i de la filosofia, ja que aquest coneixement es trobarà únicament en la Creu de Crist.
- Teologia de la Glòria: Nom que designarà el mateix Luter per denominar la Teologia Escolàstica.
- Teologia ecumènica: Esforç teològic, a través de diàleg dogmàtic s'intenta aconseguir l'acostament de diferents confessions cristianes vers la Unitat.
- Teologia de l'alliberament: Teologia iniciada en l'Amèrica Llatina i s'estén en l'Àsia i Àfrica; sensible a l'opció dels pobres, a partir de la unitat de teoria crítica i de la praxis alliberadora.
- Teologia feminista: Teologia crítica on no només es basa en l'especificitat de la dona com a tal, sinó en l'experiència històrica del sofriment i d'opressió tan psíquica com sexual derivades del sexisme imperant tan en l'Església com en la societat.
- Teologia política: Reflexió sobre el context en què la teologia i la religió són política. L'anàlisi de les seves conseqüències políticoidelògiques. Aquesta teologia intenta superar la privatització de la fe i accentuar la seva dimensió social.